# Lubbock Challenger 2005
Il Lubbock Challenger 2005 è stato un torneo di tennis facente parte della categoria ATP Challenger Series nell'ambito dell'ATP Challenger Series 2005. Il torneo si è giocato a Lubbock negli Stati Uniti dal 19 al 25 settembre 2005 su campi in cemento.

## Vincitori

### Singolare
Ramón Delgado ha battuto in finale  Bobby Reynolds con il punteggio di 2–6, 7–6(5), 6–3

### Doppio
Hugo Armando /  Glenn Weiner hanno battuto in finale  Jan-Michael Gambill /  Scott Oudsema con il punteggio di 5–7, 6–2, 7–6(7)